# Катада ібн Ідріс
Катада (Кітада) ібн Ідріс (араб. أبو عزيز قتادة بن إدريس الحسني العلوي الينبعى المكي ;д/н — бл. 1220) — 15-й шаріф Мекки в 1201-1220 роках. Засновник нової династії, яка існувала до 1925 року. Повне ім'я Абу Азіз Катада ібн Ідріс аль-Насані аль-Алаві аль-Янбуї

## Життєпис
Походив з роду Хасанідів, нащадків Хасана ібн Алі. Син Ідріса ібн Мутаїн, що володів або мешкав в поселені навколо Нахр аль-Алкамії в Ваді Янбу. Родина займалася розведенням худоби, були кочівниками. Катада народився і виріс у Ваді Янбу. Після досягнення лідерства над своїм кланом Мутаїн, він розпочав активні військові дії. Цьому сприяв загальни розгардіяж, що наступив після смерті у 1123 році шаріфа Касима з династії Хашимідів. Боротьба за владу між нащадками останнього призвела до загального хаосу в Хіджазі. Зрештою регіон розпався на декілько володінь, де діяли різні клани Хасанідів. При цьому грабували каравани прочан та торгівців. Касада вів війни із кланами Бану Хараб, Бану Іса, Бану Алі, Бану Ахмад та Бану Ібрагім за владу над Ваді Янбу. Лише об'єднавшись в союз з кланами Бану Ахмад і Бану Ібрагім він встановив владу над Ваді Янбу. В союзі з кланом Бану Ях'я завоював Ваді аль-Сафру (на південь від Ваді Янбу). Припускають, що 1183 року Катада ібн Ідріс міг брати участь в обороні Медіни від хрестоносців на чолі із Рено де Шатільйоном.
У 1200 році виступив проти шаріфа Мукатіра ібн Іси з династії Хашимідів, якому завдав поразки й захопив Мекку. Ймовірно остаточно тут затвердився у 1201 році, коли переміг Мухаммада аль-Мансура, сина Мукатіра. Тоді ж був визнаний єгипетським султаном Аль-Аділем I, отримавши титул еміра Мекки. За цим Катада поширив вплив на місто Медіну, підкорив важливу оазу Таїф, частини Неджда, Асіру та Ємену. Значну увагу приділяв Ваді Янбу, де звів фортецю. Це дозволило отримати значну частку прибутку від морської торгівлі, оскільки це порт був важливою стоянкою на шляху до Єгипту.
У 1205 році вступив у протистояння з Салім ібн Касим аль-Хусейні, шаріфом Медини. Боротьба тривала з перемінним успіхом. Спочатку Катада підійшов до Медіни, але зазнав поразки. В результаті підступив до Мекки, де опинився в облозі. Але зрештою посів розгардіяж серед командирів Саліма, внаслідок цього той відступив до Медіни.
У 1212 році під час хаджу стався замах на Катаду, але загинув його стриєчний брат. Він підозрював, що винними є Аббасиди, і наказав своїм загону нубійських рабів напасти на караван з Багдаду  та Аламуту, але той зумів втекли, щоб приєднатися до Дамаскського каравану, де вони отримали захист від матері султана Аль-Аділя I. Катада вимагав компенсації в розмірі 100 тис. динарів за припинення нападів на караван, але зрештою погодився на 30 тис. динарі. Проте також пообіцяв убити будь-якого прочанина, який приїде з Багдаду протягом наступного року. Це викликало вже конфлікт із єгипетським султаном.
За словами середньовічного мусульманського історика Ібн аль-Асіра, Катада, який відчував себе погано, зібрав армію на чолі зі своїм братом і сином Хасаном, щоб рушити проти шейха Медини. Коли вони розташувалися за Меккою, Хасан влаштував змову, наказавши задушити Катаду та його брата. Це стаолися близько 1220 року.